# Leone Marsicano
Leone Berardi, noto come Leone Marsicano, Leone di Montecassino o Leone di Ostia e detto il Cardinale Ostiense (Marsica, 1046 circa – Ostia Antica, 22 maggio 1115), è stato un cardinale, vescovo cattolico, monaco cristiano, storico e cronista italiano.

## Biografia

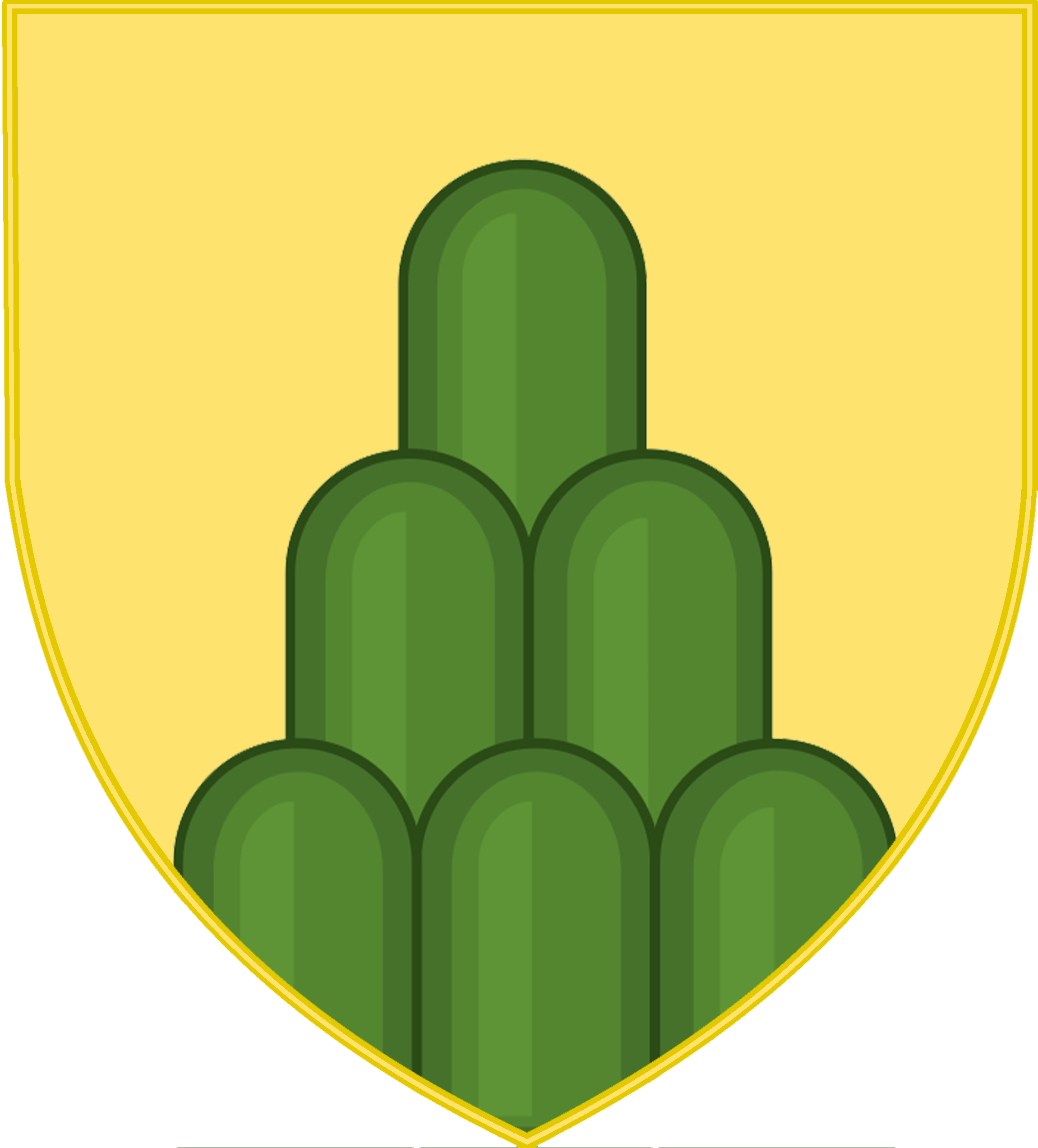
Stemma della famiglia Berardi, Conti dei Marsi, cui Leone apparteneva

Appartenente alla famiglia nobile dei Berardi, Leone era il figlio di Berardo e il pronipote di Berardo "il Francisco", fondatore della casata. Nacque nella Marsica intorno al 1046 e all'età di quattordici anni entrò a far parte dell'abbazia di Montecassino, venendo istruito dall'abate Desiderio ed avendo come maestro di noviziato un certo Aldemario, notaio del principe di Capua Riccardo I. Ottenuto il ruolo di bibliotecario dell'abbazia, nel 1072 si occupò di far redigere il codice cassinense 99, nella cui pagina di dedica (p. 3) vi è una sua raffigurazione in compagnia di Desiderio e di suo zio Giovanni, futuro vescovo di Sora, in un atto di devozione verso San Benedetto. Nella biblioteca di cui era custode, Leone svolse anche l'attività di scriba e supervisore di codici e si rese noto per aver trascritto il ms. cassinese 442, contenente litanie di santi ed orazioni. Scrisse anche il registro vaticano, unica copia del registro del 1070 di papa Giovanni VIII, e il codice cassinense 280, recante le opere dei monaci Alfano e Guaiferio. Vi sono suoi interventi anche nei codici cassinensi 413, contenente la Vita sancti Mennatis, composta da lui intorno al 1094, clm 4623, contenente una parte della Chronica sacri monasterii casinensis, e ms. vaticano borg. lat. 211. Leone fu abile inoltre nel difendere le prerogative giuridiche e i documenti dell'abbazia e ciò lo portò ad ottenere funzioni di delega e rappresentanza presso l'autorità pontificia. Sembra sia stato monaco fino al 1100 circa, quando fu creato cardinale vescovo di Ostia da papa Pasquale II; era stato invece ordinato diacono intorno al 1090. Si ritrovò poi coinvolto nella crisi politico-ecclesiastica scoppiata a Roma nel 1111: il 4 febbraio a Sutri l'imperatore Enrico V di Franconia emanò un documento nel quale intimava i vescovi di restituire tutti i beni imperiali al sovrano, mentre otto giorni dopo, il 12 febbraio, il papa Pasquale II guidava l'opposizione del clero e dei principi tedeschi, portando alla dichiarazione da parte del sovrano dell'ineseguibilità dell'atto. L'11 aprile il pontefice sottoscrisse l'accordo di Ponte Mammolo, riconoscendo al sovrano il diritto di conferire l'investitura vescovile. Contro tale privilegio Leone manifestò insieme al cardinale Giovanni Berardi, detto Marsicano o di Tuscolo, suo fratello, il proprio disappunto, riuscendo a sfuggire alla cattura da parte del re. Gli attriti durarono fino al 24 gennaio 1112, data in cui Leone si riavvicinò alla vita ecclesiastica partecipando ad una consacrazione tenutasi nella basilica di San Lorenzo in Lucina e ad una sessione del Concilio Lateranense. Morì il 22 maggio 1115 nella chiesa di San Sebastiano al Palatino di Roma, all'epoca monastero di Ostia Antica col nome di Santa Maria in Pallara sul Palatino.

## Opere
Oltre alle opere sopraddette, Leone scrisse anche Sermones de Pasca, De Nativitate, Ystoriam peregrinorum e Ystoriam Casinensis archisterii. Di queste sopravvive solo una parte dell'Ystoria peregrinorum nella Chronica sacri monasterii casinensis, sua opera più importante. La Chronica sacri monasterii casinensis, risalente nella sua prima stesura a dopo il 1099, restò interrotta alla morte di Leone e fu proseguita dal monaco Guido, allievo di Alberico di Montecassino e poi maestro di Pietro Diacono, che continuò la narrazione degli eventi fino al 1127. Infine sarà proprio Pietro Diacono ad ultimare l'opera, portando la narrazione fino agli avvenimenti del 1138. Durante la sua composizione, Leone attinse oltre che dalla Bibbia, dalle liturgie e dai classici, anche dalle storiografie che godevano di maggior credito nell'abbazia; ciò rende la Chronica un unicum nel suo genere e fa sì che sia imprescindibile per una completa conoscenza delle vicende che hanno caratterizzato la storia dell'Italia centrale e meridionale durante i secoli XI e XII. Tra le varie tematiche affrontate in essa da Leone, degna di nota è l'interpretazione della renovatio desideriana, da lui intesa come recupero di Roma e della sua cultura artistica.